# Unione Sportiva Lecce 1940-1941
Questa voce raccoglie le informazioni riguardanti l'Unione Sportiva Lecce nelle competizioni ufficiali della stagione 1940-1941.

## Divise
| Casa |

## Rosa
| N. |                   | Ruolo | Calciatore          |
| -- | ----------------- | ----- | ------------------- |
|    | Italia (bandiera) | P     | Alferio Cubi        |
|    | Italia (bandiera) | D     | Lionello Raseni     |
|    | Italia (bandiera) | D     | Antonio Anguilla II |
|    | Italia (bandiera) | D     | Enzo Pastore        |
|    | Italia (bandiera) | D     | Guerrino Fumis      |
|    | Italia (bandiera) | D     | Mario Palazzi       |
|    | Italia (bandiera) | C     | Luigi Indrizzi      |
|    | Italia (bandiera) | C     | Emilio Meotto       |
|    | Italia (bandiera) | C     | Michele Natale      |

| N. |                   | Ruolo | Calciatore        |
| -- | ----------------- | ----- | ----------------- |
|    | Italia (bandiera) | C     | Aldo Mainardi     |
|    | Italia (bandiera) | C     | Antonio Nonis     |
|    | Italia (bandiera) | C     | Sergio Russinov   |
|    | Italia (bandiera) | C     | Carmelo Russo     |
|    | Italia (bandiera) | A     | Raffaele Anguilla |
|    | Italia (bandiera) | A     | Bruno Balbi       |
|    | Italia (bandiera) | A     | Guerrino Bisogni  |
|    | Italia (bandiera) | A     | Walter Sternieri  |